# Paraulopus legandi
Paraulopus legandi is een straalvinnige vissensoort uit de familie van paraulopiden (Paraulopidae). De wetenschappelijke naam van de soort is voor het eerst geldig gepubliceerd in 1979 door Fourmanoir & Rivaton.